# كلارنس هاثاواي
كلارنس هاثاواي (بالإنجليزية: Clarence Hathaway)‏ هو صحفي أمريكي، ولد في 1892، وتوفي في 1963.